# Списак места Светске баштине у Русији
Места светске баштине Организације Уједињених нација за образовање, науку и културу су места од значаја за културну или природну баштину као што је описано у Унесковој конвенцији о светској баштини, установљеној 1972. године. Културно наслеђе чине споменици (као што су архитектонска дела, монументалне скулптуре или натписи), групе зграда и локалитети (укључујући археолошка налазишта). Као природно наслеђе се дефинишу природне карактеристике (које се састоје од физичких и биолошких формација), геолошке и физиографске формације (укључујући станишта угрожених врста животиња и биљака) и природни локалитети који су значајни са становишта науке, очувања или природне лепоте. Совјетски Савез је ратификовао конвенцију 12. октобра 1988. Првих пет локалитета у Совјетском Савезу уврштено је на листу на четрнаестој седници Комитета за светску баштину Унеска, одржаној у Банфу децембра 1990. Од ових пет, три се налазе у данашњој Русији: историјски центар Санкт Петербурга и околни споменици, Кижски погост и Московски кремљ и Црвени трг.
У Русији се налазе тридесет и два места светске баштине, са још тридесет и једним локалитетом на пробној листи. Најновија локација је Кенозерски национални парк 2024. Постоји двадесет један културни локалитет и једанаест природних, од чега су четири транснационална. Курска превлака се дели са Литванијом, пејзажи Даурије и басен језера Увс се деле са Монголијом, а Струвеов геодетски лук са девет европских земаља.

## Локалитети
УНЕСКО наводи локалитете под десет критеријума, сваки унос мора да испуњава бар један од критеријума. Критеријуми од I до VI су културни, а од VII до X су природни.
| Име локалитета                                                   | Фотографија                                                                | Локација                   | Година уписа | Подаци УНЕСКО-а                    | Опис |
| ---------------------------------------------------------------- | -------------------------------------------------------------------------- | -------------------------- | ------------ | ---------------------------------- | --- |
| Историјски центар Санкт Петербурга и околни споменици            | Baroque palace with green and gold facade and a Russian flag on the top    | Санкт Петербург            | 1990.        | 540; I, I, IV, VI (култура)        | Санкт Петербург је цар Петар Велики замислио као нову престоницу и лучки град на обали реке Неве, у Финском заливу. Град је изграђен почетком 18. века на терену од мочвара, тресетишта и стена. Место светске баштине обухвата историјски центар града са његовом барокном и неокласичном архитектуром, као и околне споменике и палате, попут оних у Пушкину и Петерхофу. Значајне зграде у граду укључују Зимски дворац (на слици, Ермитаж), Адмиралитет и Мермерну палату. У 20. веку, град је био место Октобарске револуције и опсаде Лењинграда током Другог светског рата. |
| Кижски погост                                                    | Two old wooden churches and a clock tower                                  | Карелија                   | 1990.        | 544; I, IV, V (култура)            | Градитељска целина Кижски погостa (ограда) на острву Кижи у Оњешком језеру обухвата две цркве брвнаре из 18. века (Преображенска и Покровска црква) и сахат-кулу из 1862. Изграђене су у јединственом уметничком стилу и представљају врхунац аутомобилске руске технике. Иако су зграде повремено поправљане, оне нису значајно реконструисане. |
| Московски кремљ и Црвени трг, Москва                             | Saint Basil's Cathedral and people in front                                | Москва                     | 1990.        | 545; I, II, IV, VI (култура)       | Московски кремљ је најстарији део Москве, први пут се помиње 1147. У 13. веку служио је као седиште Великe московскe кнежевине и верски центар. Зидови и куле подигнути су крајем 15. и почетком 16. века, као и цркве које су пројектовали позвани италијански архитекти и показују утицаје италијанске ренесансе. Успенска саборна црква је била место крунисања, а Архангељска саборна црква служила је као место сахрањивања руских принчева и царева. Зграде су грађене у 18. и 19. веку. Црвени трг се налази изван зидина Кремља. На слици је Храм Василија Блаженог, који се налази на крају Црвеног трга. |
| Историјски споменици Новгорода и околине                         | A red brick fortress above a river                                         | Новгородска област         | 1992.        | 604; II, IV, VI (култура)          | Новгород је био прва престоница Кијевске Русије у 9. веку и престоница Новгородске републике од 12. до 15. века. Смештен на раскрсници трговачких путева који повезују северну Европу са централном Азијом и Византијским царством, град је израстао у један од најважнијих центара руске уметности и културе, као и духовни центар. Већина сачуваних споменика у граду, као што су цркве и манастири, потичу из периода Новгородске републике. На слици је Кремљ. |
| Културно-историјски ансамбл Соловетских острва                   | An orthodox monastery on an island                                         | Архангељска област         | 1992.        | 632; IV (култура)                  | Шест острва архипелага у Белом мору је насељено најмање од 5. века пре нове ере. Утврђени Соловецки манастир основан је 1430-их и остао је активан до 1920-их када је претворен у заробљенички логор под системом Гулага. Логор је затворен 1939. године и комплекс је од тада враћен православној цркви. Светска баштина обухвата манастирски комплекс, некадашње манастирско село, монашке ћелије и испоснице, праисторијска места, меморијалне локације логора и околни културни пејзаж који су обликовали људи који живе у удаљеним и тешким условима на северу. |
| Бели споменици Владимир-Суздаља                                  | An orthodox church with green and golden domes and a building in red brick | Владимирска област         | 1992.        | 633; I, II, IV (култура)           | Владимир и Суздаљ су били главни градови Владимирско-Суздаљске кнежевине у 12. и 13. веку. Место светске баштине обухвата споменике у јединственом архитектонском стилу развијеном у региону. Споменици су Успење Господње, Катедрала Светог Димитрија, Владимирова Златна капија, Кнежевски замак, црква Покрова Пресвете Богородице, Суздаљски Кремљ, Саборна црква Рођења Пресвете Богородице, Спаситељски манастир Светог Јевтимија и црква Бориса и Глеба. |
| Архитектонска целина Тројице-Сергијеве лавре у Сергијевом Посаду | An orthodox monastery complex with several domes                           | Московска област           | 1993.        | 657; II, IV (култура)              | Манастир у Сергијевом Посаду је најзначајнији руски манастир и духовни центар Руске православне цркве, као и седиште Патријарха. Основан је 1337. године и развијао се вековима. Саборна црква Тројице датира из 1422. године и у њој се налази најпознатија икона Андреја Рубљова, Тројство. У Катедрали Узнесења налази се гроб цара Бориса Годунова и његове породице, из друге половине 16. века. Комплекс је окружен дебелим одбрамбеним зидовима који су га штитили током пољско-литванске опсаде 1610. године. |
| Црква Вазнесења Господњег, Коломенско                            | A church in white stone                                                    | Москва                     | 1994.        | 634; II (култура)                  | Црква Вазнесења Господњег подигнута је 1532. године у знак сећања на рођење будућег цара Ивана Грозног. Црква је значајна због свог шаторског крова изграђеног у камену, архитектонске новине у руској архитектури. Такви кровови су раније били изведени у дрвеним конструкцијама. Кров се уздиже из осмоугаоне основе и има неколико декоративних елемената званих кокошници. Црква је имала снажан утицај на архитектуру руских цркава до средине 17. века. |
| Комијска прашума                                                 | Forest, river and mountains                                                | Комија                     | 1995.        | 719; VII, IX (природa)             | Прашуме овог места светске баштине покривају 32.000 km² на Уралским планинама. Састоје се од бореалне шуме (тајге), тундре и алпске тундре. Најчешће врсте дрвећа су четинари, јасике и брезе. Ту су и обимна тресетишта. |
| Бајкалско језеро                                                 | A rocky islet on the lake                                                  | Иркутска област, Бурјатија | 1996.        | 754; VII, VIII, IX, X (природa)    | На дубини од 1700m, Бајкалско језеро је најдубље језеро на свету и садржи око 20% светске незамрзнуте слатке воде. То је уједно и најстарије језеро на свету, са старошћу од двадесет и пет милиона година. Због својих карактеристика, дом је јединствене комбинације слатководне флоре и фауне, са многим ендемским врстама. |
| Вулкани Камчатке                                                 | A snow covered volcano                                                     | Камчатска Покрајина        | 1996.        | 765bis; VII, VIII, IX, X (природa) | Полуострво Камчатка садржи велику густину активних вулкана и придружене вулканске карактеристике, има и много глечера. Ово подручје је дом врста као што су морска видра, мрки медвед, орао белорепан и белоплећи белорепан. Реке су мрестилишта пастрмских врста. Границе имовине проширене су 2001. године на укупно шест области. На слици је вулкан Кључевскаја Сопка. |
| Златне планине Алтаја                                            | Plains and snow-covered mountains                                          | Република Алтај            | 1998.        | 768; X (природa)                   | Ова локација обухвата природне резервате Алтај и Катун, Телецко језеро, планину Белуха и висораван Укок. Подручју се придаје важност због биодиверзитета са зонама висинске вегетације које се протежу од степа, шумских степа, мешовитих шума, до субалпске и алпске вегетације. Такође је дом снежног леопарда. |
| Историјски и архитектонски комплекс Казанског кремља             | Kremlin with towers and minarets above a river                             | Татарстан                  | 2000.        | 980; II, III, IV (култура)         | Цар Иван Грозни је освојио град Казањ од Казанског каната (наследника Златне хорде) 1552. године и саградио Кремљ на месту татарске тврђаве. Зграде у цитадели, од којих је већина подигнута између 16. и 19. века, одражавају интеракцију руских и татарских утицаја, као и хришћанске и муслиманске вере. Џамија Колшариф је нова грађевина, изграђена у 21. веку на месту раније џамије. |
| Западни Кавказ                                                   | Mountain scenery                                                           | Краснодарска Покрајина     | 1999.        | 900; IX, X (природa)               | Овај локалитет обухвата седам имања (укључујући Кавкаски резерват биосфере) у западном делу Кавкаских планина, које представљају једно од ретких планинских шумских области које нису значајно измењене људским активностима. Они садрже широк спектар екосистема од низијских до субалпских зона. Дом су неколико животињских и биљних врста и место су реинтродукције планинске подврсте европског бизона. |
| Ансамбл Ферапонтовог манастира                                   | Monastery with several towers                                              | Вологодска област          | 2000.        | 982; I, IV (култура)               | Манастир је основао Терапонт Белојезерски 1398. године. Зграде датирају из 15. до 17. века, са каменим зидом који је дозидан у 19. веку. Манастир представља пример руске православне монашке заједнице из тог периода и добро је очуван. Саборна црква Рођења Богородице (саграђена 1490. године од мајстора из Ростова) има унутрашње зидове прекривене фрескама мајстора Дионисија. |
| Курска превлака*                                                 | Sandy dune, partially covered by forest                                    | Калињинградска област      | 2000.        | 994; V (култура)                   | Курска превлака, 98 km дуга пешчана дина, одваја Курски залив од Балтичког мора, била је насељена још од праисторије. Интензивне активности сече у 17. и 18. веку довеле су до померања дина према лагуни, затрпавајући најстарија насеља у том процесу. Радови на стабилизацији дина почели су у 19. веку и још увек трају. Међу радовима су изградња заштитног гребена дина, као и садња дрвећа и живих ограда. Временом су нека од древних рибарских села претворена у туристичка одмаралишта, са светионицима, моловима, црквама, школама и вилама. Подручју се придаје важност и због његове пешчане флоре и фауне, као и због пута за миграцију птица. Северни део је у Литванији, док је јужни у Калињинградској области у Русији. |
| Централни Сихоте Алињ                                            | Mountain scenery with forests and rivers                                   | Приморска Покрајина        | 2001.        | 766; X (природa)                   | Ова локација обухвата три имања у планинском ланцу Сихоте Алињ: резерват природе Сихоте Алињ, зоолошки резерват Горалиј и долину реке Бикин (додато као проширење 2018, на слици). Шуме умереног појаса представљају јединствено место сусрета између тајге и суптропа и дом су врста као што су сибирски тигар, хималајски црни медвед, сибирски мошусни јелен, вукодлак и самур. |
| Басен језера Увс*                                                | Shallow lake with red plants and hills in the background                   | Тува                       | 2003.        | 769; IX, X (природa)               | Ова транснационална локација обухвата седам некретнина у Русији и пет у Монголији. Басен језера Увс је велики ендорејски басен који се улива у велики, плитки и веома слани Увс-Нур. Слив садржи широк спектар станишта, укључујући мочваре, степе, различите врсте шума, слатке и слане водене екосистеме, као и планинску тундру. Ово подручје је дом неколико врста птица, снежног леопарда, монголског скочимиша, аргалига и сибирске козороге. |
| Цитадела, антички град и грађевине тврђаве Дербента              | Massive stone walls and a gate                                             | Дагестан                   | 2003.        | 1070; III, IV (култура)            | Дербент, најстарији град у Русији, налази се на уској равници између Каспијског мора и Кавкаских планина. Због свог стратешког положаја између Европе и Азије, одбрамбене структуре су изграђене у првом миленијуму пре нове ере да би контролисале пролаз. Сасанидско царство је изградило два паралелна зида у 5. и 6. веку нове ере, од којих су делови видљиви и данас. Цитаделу и град који се развио између зидина обликовала је владавина Арапа, Селџука, Монгола, Тимурида и Сафавида. Подручје је потпало под Руско царство у 19. веку и постепено је изгубило своју војну функцију. |
| Природни систем резервата Врангеловог острва                     | Polar landscape with a river and mountains                                 | Чукотка                    | 2004.        | 1023; IX, X (природa)              | Врангелово острво се налази у Арктичком океану између Чукотског и Источносибирског мора. Пошто током квартарне глацијације није био покривен ледом, сачувао је велики број биљних заједница које су на другим местима биле поремећене ледом. Чува највећи биодиверзитет од свих арктичких острва. Био је место последњих познатих преживелих вунастих мамута. Поред главног острва, локација обухвата и мање острво Хералд и околне воде. Ово подручје је дом морских птица, снежних гусака и велике колоније моржева, као и главно хранилиште сивих китова. |
| Ансамбл Новодевичког манастира                                   | A walled monastery with red and white towers with golden domes             | Москва                     | 2004.        | 1097; I, IV, VI (култура)          | Манастир је основан 1520-их година. Комплекс је изграђен у 16. и 17. веку у стилу московског барока и представља репрезентативни пример стила који је у том периоду био популаран у региону. Био је уско везан за краљевску породицу, као изабрани манастир за жене из аристократских и богатих породица које су постале монахиње, као и место за сахрањивање племића. Манастир је окружен зидовима који су у време изградње били интегрисани у одбрану Москве. |
| Историјски центар града Јарославља                               | A church with a red facade and other buildings in snow                     | Јарославска област         | 2005.        | 1170; II, IV (култура)             | Град Јарослављ налази се на ушћу река Волге и Которосл. Основан у 11. веку као мала дрвена тврђава, развио се у снажан трговачки центар након што је укључен у састав Велике московске кнежевине 1463. Сачувано је неколико цркава из 16. и 17. века. Након урбанистичке реформе царице Катарине Велике крајем 18. века, центар Јарославља је редизајниран у неокласицистичком стилу са радијалним урбанистичким планом. |
| Струвеов геодетски лук*                                          | Struve Geodetic Arc memorial tablet on a stone monument                    | Лењинградска област        | 2005.        | 1187; II, III, VI (култура)        | Струвеов геодетски лук је низ триангулационих тачака, који се протежу на удаљености од 2820 km од Хамерфеста до Црног мора. Тачке је поставио астроном Фридрих Георг Вилхелм фон Струве који је први извршио тачно мерење дугог сегмента меридијана, што је помогло да се утврди величина и облик Земље. Првобитно је било 265 станица. Светска баштина обухвата 34 тачке у десет земаља (од севера до југа: Норвешка, Шведска, Финска, Русија, Естонија, Летонија, Литванија, Белорусија, Молдавија, Украјина), од којих су две у Русији, на острву Гогланд. |
| Путорански плато                                                 | Landscape with forests, rivers, and mountains                              | Краснојарска Покрајина     | 2010.        | 1234; VII, IX (природa)            | Путорански плато је најсевернији део Средњосибирске висоравни. Геолошки, углавном се састоји од базалта из Сибирских трапи. Ово удаљено и углавном нетакнуто подручје обухвата неколико екосистема, као што су тајга, шумска тундра, тундра, арктичке пустиње, језера и реке. Вегетација означава место сусрета између флора Западног и Источног Сибира. Висораван је на главној рути миграције ирваса. |
| Парк природе Ступови Лене                                        | Stone pillars overlooking a river                                          | Јакутија                   | 2012.        | 1299; VIII (природa)               | Ступови Лене су природна формација која гледа на реку Лену. Стубови, који досежу до 200m у висину, формирани су оштром континенталном климом са хладним зимама, са температурама далеко испод нуле и врелим летима, што је резултирало дејством смрзавања и одмрзавања ширењем спојева између стена. Стубови се састоје од камбријских стена и садрже фосиле који документују рану диференцијацију врста током камбријске експлозије. Мања модификација граница је извршена 2015. године. |
| Болгар историјско-археолошки комплекс                            | An ensemble of buildings, including a church and a minaret                 | Татарстан                  | 2014.        | 981; II, VI (култура)              | Болгар је био повремени главни град Поволшке Бугарске, државе између 7. и 15. века. Након монголске инвазије у 13. веку, постао је рана престоница Златне хорде и остао важан трговачки центар за време Казањског каната. Држава је прихватила ислам као званичну религију 922. године и Болгар је остао место ходочашћа Волшких Татара. |
| Пејзажи Даурије*                                                 | Rocky desert landscape                                                     | Забајкалска Покрајина      | 2017.        | 1448; IX, X (природa)              | Даурија, или Трансбајкал, је регион источно од Бајкалског језера. Транснационална локација обухвата области резервата природе Даурски у Русији и три области у Монголији, укључујући Монголски резерват биосфере Дагур. Пејзаж обухвата различите степске екосистеме, шуме и травњаке, као и мочваре и језера. Ово подручје је важно као гнездилиште или миграциони пут за неколико врста птица као што је белоглави ждрал, а такође је и миграционо подручје монголске газеле. |
| Катедрала и манастир Успења у граду-острву Свијажск              | Two white orthodox churches                                                | Татарстан                  | 2017.        | 1525; II, IV (култура)             | Град-острво, које се налази на ушћу река Волге, Свијаге и Шчуке, основао је 1551. године Иван Грозни. Смештен на стратешком положају на раскрсници пута Волге и Пута свиле, био је почетна испостава за Иваново освајање Казањског каната. Саборна црква и манастирски комплекс изграђени су у 16, а обновљени у 18. веку. Фреске у катедрали су међу најбољим примерима руског православног сликарства и насликане су у јединственом споју стилова из различитих региона Русије. |
| Цркве Псковске архитектонске школе                               | An old orthodox church with a white facade and metal-covered domes         | Псковска област            | 2019.        | 1523; II (култура)                 | Ова локација обухвата десет цркава или манастира и сродних зграда у Пскову. Представљају рад Псковске школе из византијске и новгородске традиције и спој са локалном народном традицијом. Архитектура је прилагођена коришћењу локалних ресурса. Цркве датирају од 12. до раног 17. века, са врхунцем овог стила у 15. и 16. веку. Псковске архитекте су радиле на споменицима у неколико руских градова, укључујући Москву, Казањ и Свијажск. На слици је Катедрала Светог Јована Еванђелисте из 12. века. |
| Петроглифи Оњешког језера и Белог мора                           | A set of petroglyphs found in the Besov Nos cape of the Lake Onega region. | Карелија                   | 2021.        | 1654; III (култура)                | Ова локација се састоји од 33 некретнине са петроглифима у два кластера. Петроглифи на Оњешком језеру приказују птице, животиње, полуљудске и полу животињске фигуре, као и геометријске облике за које се верује да представљају месец и сунце. Петроглифи у Белом мору представљају сцене лова и једрења, заједно са пратећом опремом, као и животињске и људске отиске. Настали су пре шест и седам хиљада година и пружају увид у живот неолитских култура Финоскандије. |
| Астрономска опсерваторија Казанског универзитета                 | An astronomical observatory tower and surrounding buildings                | Татарстан                  | 2023.        | 1678; I, II, IV, VI (култура)      | Обухвата две астрономске опсерваторије. Она на Федералном универзитету Казања основана је почетком 19. века, а она на Енгелхарту (на слици) 1901. Коришћене су за мапирање положаја звезда и објеката Сунчевог система, као и за развој астрономских инструмената. |
| Кенозерски национални парк                                       | A church in an enclosure                                                   | Архангељска област         | 2024.        | 1688; III (култура)                | Национални парк обухвата културни пејзаж који су обликовали фармери између 12. и 16. века. Подручје је покривено тајгом и има неколико језера, од којих су два највећа језеро Кенозеро и Љокшмозеро. Постоји неколико цркава брвнара (на слици Светог Ђорђа из 18. века у Порженском Погосту), капеле, крстови и гајеви. |

## Тентативна листа
Поред локалитета уписаних на Листу светске баштине, државе чланице могу да одржавају листу пробних локација које могу да размотре за номинацију. Номинације за Листу светске баштине се прихватају само ако је локација претходно била наведена на тентативној листи. Русија има тридесет и један добар на својој прелиминарној листи.
| Име локалитета                                                                                          | Фотографија | Локација               | Година уписа | УНЕСКО критеријуми           | Опис |
| --- | --- | ---------------------- | ------------ | ---------------------------- | --- |
| Историјски и културни резерват Џејрак-Аса                                                               | Stone towers in a mountain landscape                                                                               | Ингушетија             | 1996.        | (култура)                    | Музеј-резерват обухвата осамнаест насеља у кањонима река Аса и Армкхи. Насеља су позната по каменим кулама (куле у Ерзију на слици) које су имале и стамбену и одбрамбену функцију. Већина потиче из 16. и 17. века. |
| Историјски центар Иркутска                                                                              | A decorated wooden house in red and white                                                                          | Иркутска област        | 1998.        | (култура)                    | Град Иркутск, који се налази на рекама Иркут и Ангара, 66 km од Бајкалског језера, обликован је својом историјом дугом преко триста година. Основан 1661. као војна тврђава, примио је много прогнаника након побуне децебриста 1825. Доживео је урбанизацију великих размера у 20. веку. Сачувано је неколико грађевина из различитих временских периода, укључујући традиционално украшене дрвене куће (пример на слици) и грађевине у сибирском бароку.                                                                              |
| Ростовски Кремљ                                                                                         | Park, church and walls in the background                                                                           | Јарославска област     | 1998.        | II, III, IV, VI (култура)    | Кремљ у граду Ростов гледа на језеро Неро. У почетку се састојао од три дела која су спојена у 17. веку. Кремљ садржи Митрополитску резиденцију, неколико цркава, а окружен је високим зидинама. Представља један од најбоље очуваних примера старе руске архитектуре. |
| Историјски центар Јенисејска                                                                            | An orthodox church                                                                                                 | Краснојарска Покрајина | 2000.        | II, III, IV (култура)        | Град Јенисејск је основан 1619. године и служио је као база за руску експанзију у Источном Сибиру. Смештен на обали реке Јенисеј, био је и важан трговачки центар. У граду је сачувано неколико зграда из 18. и 19. века. На слици је манастир Преображења Господњег. |
| Петроглифи Сикачи-Аљана                                                                                 | A rock with a carved face                                                                                          | Хабаровска Покрајина   | 2003.        | (култура)                    | Петроглифи који датирају из праисторије налазе се на литицама изнад реке Амур у близини села Сикачи-Аљан. Запазио их је руски оријенталиста Паладије крајем 19. века и даље су проучавани у 20. веку. |
| Командорска острва (Командорски резерват природе)                                                       | Hilly scenery with a river, low vegetation                                                                         | Камчатска Покрајина    | 2005.        | VII, VIII, IX, X (природa)   | Природни резерват се састоји од два велика острва (Берингово и Медни острво, на слици), групе мањих острва и околне воде. Острва су врхови подморског вулканског гребена који се протеже од Аљаске до Камчатке. Острва су важно станиште за птице и морске сисаре. |
| Магадански државни резерват природе                                                                     | Coast and forest, photo from above                                                                                 | Магаданска област      | 2005.        | VII, VIII, IX, X (природa)   | Резерват се састоји од четири кластера, од којих су три на или близу обале Охотског мора, а четврти је у унутрашњости. Клима у овој области је субполарна. Шуме се састоје углавном од четинара и постоји неколико ендемских биљних врста. Реке су важне за миграцију лососа. |
| Краснојарски стубови                                                                                    | A large rock formation in a forest                                                                                 | Краснојарска Покрајина | 2007.        | VII, VIII, IX, X (природa)   | Столби су стенске формације у источном Сајану. Датирају из палеозоика, магматског су и седиментног порекла и садрже фосиле из периода камбријума. Присутне су и крашке појаве, као што су пећине. Област је популарна међу планинарима. |
| Велико Васјуганско блато                                                                                | | Томска област          | 2007.        | VII, VIII, IX, X (природa)   | Васјуганско блато је највећа мочвара на северној хемисфери и налази се око слива Об и Иртиша. Развио се у епохи холоцена. Садржи тресаве, мочваре и шумовите баре. Мочвара је станиште инсеката, који су заузврат храна за велики број птица селица и гнездарица. Присутне врсте сисара су лос, мрки медвед, рис и самур. |
| Ансамбл Астраханског кремља                                                                             | An orthodox church and a bell tower with green roof                                                                | Астраханска област     | 2008.        | II, III, IV (култура)        | Након освајања Астраханског каната од стране Ивана Грозног, Астрахански кремљ је изграђен 1558. године, прво у дрвету, а затим у камену у наредним деценијама. Служио је као упориште на југоисточној граници Русије и станица на Путу свиле. Катедрала Узнесења (на слици) сматра се једним од најбољих примера руске црквене архитектуре 18. века. |
| Илменске планине                                                                                        | Forest scenery | Чељабинска област      | 2008.        | VI, VII, VIII (природa)      | Планине садрже богате наслаге широког спектра минерала, од којих су неки први пут откривени овде. Међу њима су илменит, моназит, канкринит и самарскит. Подручје је заштићено као резерват природе Илмен и генерално затворено за јавност. |
| Археолошко налазиште Танаис                                                                             | Ruins of some buildings                                                                                            | Ростовска област       | 2009.        | II, III, V (култура)         | Танаис је био колонија Босфорског краљевства, древне грчке државе. Град је основан у 3. веку пре нове ере у делти реке Дон и брзо је постао снажан трговачки центар и место интеракције између Грка и степских номадских племена, укључујући Сармате. У 3. веку нове ере Танаис је спаљен. Подручје је остало насељено, али се центар насеља у наредним вековима удаљио од градских рушевина. |
| Башкир Урал                                                                                             | Cave painting depicting mammoths                                                                                   | Башкортостан           | 2012.        | I, III, V, VI, VIII, X (оба) | Подручје у јужном делу Уралских планина је значајно и у природном и културном погледу. Богат је биодиверзитетом, налази се на месту спајања европских и азијских шума и степа. Постоји неколико крашких појава, укључујући пећине. У Каповој пећини (на слици) пронађене су слике из палеолита. Данас је ово подручје насељено Башкирима који одржавају неке древне традиције, укључујући дивље пчеларство. |
| Комијска прашума (поновна номинација)                                                                   | Forest, river and mountains                                                                                        | Комија                 | 2014.        | VII, VIII, IX, X (природa)   | Ова номинација предлаже модификацију границе постојећег места светске баштине и изузетних природних вредности према критеријумима Унеска. |
| Западни Кавказ (поновна номинација)                                                                     | Mountain scenery                                                                                                   | Краснодарска Покрајина | 2014.        | IX, X (природa)              | Ова номинација предлаже модификацију границе постојећег места светске баштине. |
| Мамајев Курган Меморијални комплекс „Херојима Стаљинградске битке”                                      | Memorial complex with a large sculpture of a woman holding a sword                                                 | Волгоградска област    | 2014.        | I, IV, VI (култура)          | Комплекс у Волгограду (бивши Стаљинград) обележава сећање на погинуле током Стаљинградске битке у Другом светском рату. Изграђен је између 1959. и 1967. Састоји се од неколико степеништа, тргова, меморијалних сала и статуе Мајка отаџбина зове!, Јевгенија Вучетића. |
| Оглахти                                                                                                 | A funerary mask | Хакаси                 | 2016.        | I, III, VI, X (оба)          | Планински ланац Оглахти налази се на обали реке Јенисеј. Подручје је насељено најмање 5000 година и различите културе су оставиле неколико археолошких остатака, укључујући петроглифе и гробнице културе Таштик од 1. до 7. века н.е. (на слици је погребна маска из ове културе). Пејзаж обухвата релативно нетакнуте шуме и степе са разноликом флором и фауном. |
| Историјски центар Гороховца                                                                             | Look at a town from above                                                                                          | Владимирска област     | 2017.        | II, IV (култура)             | Град Гороховец је основан у 12. веку на обали реке Кљазме, како би заштитио јужну границу Владимир-Суздаљ. Своје златно доба град је доживео у 17. и 18. веку када је био важан трговачки центар. У том периоду подигнуто је више цркава и манастира. |
| Благо културе Пазирик                                                                                   | A weaving depicting two persons and a horse                                                                        | Република Алтај        | 2018.        | I, II, III, VI (култура)     | Ова номинација обухвата локалитете у вези са културом Пазирик, која је била скитска номадска материјална култура из гвозденог доба од 6. до 2. века пре нове ере. Налази укључују петроглифе, гробне хумке са очуваним мумијама које показују тетоваже, као и остатке текстила (тепих на слици). Неке локације се налазе у тампон зони Златних планина Алтаја, светске баштине. |
| Камено сликарство пећине Шулган-Таш                                                                     | Cave painting depicting mammoths                                                                                   | Башкортостан           | 2018.        | I, III (култура)             | Камено сликарство у Шулган-Ташу, или Каповој пећини, датира из периода горњег палеолита. Рађене су у црвеном океру и приказују мамуте, вунасте носороге, бикове и коње. Пећина је била окупирана неколико хиљада година и верује се да је служила у ритуалне сврхе. Поново је откривена средином 20. века. |
| Катедрала Преображења Господњег са средњовековним бедемом градског зида Переславља Залеског (1152—1157) | A white orthodox church with a green roof                                                                          | Јарославска област     | 2019.        | I, II, IV (култура)          | Катедрала Преображења Господњег је најранији сачувани пример руске белокаменске архитектуре. На дизајн је утицао романски стил из западне Европе и традиција Византијског царства. Переслављ Залески је основао кнез Јуриј Долгоруки 1152. године и био је окружен земљаним бедемима који су и данас сачувани. |
| Наслеђе арктичких ловаца Чукотке                                                                        | Some abandoned houses at the shore, snow around                                                                    | Чукотка                | 2019.        | II, III, V, VI (култура)     | Ова номинација обухвата три локалитета у вези са сибирским Јуитима (који се називају и Ескимима) који насељавају крајњи север Чукотског полуострва. Комплекс гробља у Еквену датира из првог миленијума нове ере, село Наукан и комплекс у Нунаку су били активни од 15. до 19. или 20. века. Остаци културе Старог Беринговог мора укључују оруђе, ловачко оружје, кућне предмете и накит. Ловци су се углавном фокусирали на морске сисаре и користили су животињске кости за израду алата.                                           |
| Вјатскоје                                                                                               | A decorated wooden house and a fence in front                                                                      | Јарославска област     | 2019.        | II, V (култура)              | Вјатское се први пут помиње 1502. године, али се углавном развило у 18. веку. Архитектура је добро очувана, укључујући трговачке и сељачке куће, цркве и јавне зграде. Постоји неколико тематских музеја. Мештани су сачували традиционалне занате, укључујући и производњу киселих краставаца. |
| Историјско-културни комплекс Дивногорје                                                                 | An orthodox church made out of a rock formation                                                                    | Вороњешка област       | 2020.        | II, IV, V, VI (култура)      | Дивногорје је пејзаж од креде и кречњака на обали реке Дон. Насељен је од горњег палеолита, када се у околини одвијао лов на коње. У 9. и 10. веку био је место утврђеног хазарског насеља салтовско-мајачке културе. У 18. и 19. веку, ово подручје је привлачило пустињаке који су урезивали пећине и цркве у стене (на слици пећински манастир Светог Јована Крститеља). |
| Национални парк Киталик                                                                                 | A small plant flowering                                                                                            | Јакутија               | 2021.        | IX, X (природа)              | Национални парк Киталик покрива делове Колимске низије и низије Јана-Индигирка и састоји се од пејзажа тундре са термокарстним карактеристикама као што су полигонална тла, бајџарак и пингос. Ово подручје је дом угроженог сибирског ждрала, као и неколико врста патака и гусака. |
| Долина краљева Туве                                                                                     | Circular burial mounds from above                                                                                  | Тува                   | 2021.        | I, III, IV (култура)         | Долина реке Ујук је место хиљада хумки (кургана) које су камене или земљане и датирају из 1. миленијума пре нове ере, током бронзаног и гвозденог доба раних скитских култура. Археолошка истраживања локалитета започета су 1915. Неке хумке су масивне, Арзхан-1 је првобитно имао 120m у пречнику и 4m у висини. Хиљаде златних предмета откривено је у Арзхан-2 (на слици одозго) и сада се чувају у музејима. |
| Денисова пећина                                                                                         | Entrance to a cave, surrounded by trees                                                                            | Алтајска Покрајина     | 2022.        | III, V (култура)             | Денисова пећина је археолошко налазиште са остацима плеистоценских заједница, са наслагама дугим 300.000 година. У различито време била је насељена неандерталцима, савременим људима и денисовцима, групом архаичних људи који су идентификовани 2010. године генетском анализом фрагмената костију пронађених у пећини. Накнадне анализе су такође показале да су се Денисовци повремено укрштали са неандерталцима и да су допринели генетском фонду тибетанског народа и популацији јужне, источне и југоисточне Азије.             |
| Башкир шикани: Торатау, Јурактау и Куштау                                                               | A white conical hill in a flat landscape, partially covered by forest                                              | Башкортостан           | 2022.        | VIII (природа)               | Ова номинација обухвата три шикана, изолована карбонатна брда, која су остаци древног гребена који је настао током пермског периода. Настали су на споју два древна океана, Тетис и Панталаса, у последњим фазама пре формирања Пангее. Они документују све фазе развоја гребена, од његовог формирања до изумирања. Разноврсне фосилне заједнице укључују морске маховине, шкољке светиљке, мекушце и трилобите. Торатау је на слици.                                                                                                  |
| Комплекс Воскресенске топионице бакра                                                                   | Remains of an old industrial building in red brick                                                                 | Башкортостан           | 2023.        | II, IV, V (култура)          | Комплекс Воскресенске топионице бакра основан је 1740-их као прво приватно предузеће у региону. Касније се проширио и укључио топионице и ливнице гвожђа. Фабрика је била једна од највећих на Уралским планинама и подстакла је развој рударских постројења у Оренбуршкој области. Престала је са радом 1902. Комплекс је данас најбоље очуван пример топионице бакра, са дванаест преосталих објеката, укључујући индустријске зграде, цркву, болницу и магацине.                                                                     |
| Историјски центар града Торжока и сеоска имања које је дизајнирао Николај Љвов                          | A Neoclassical Orthodox monastery                                                                                  | Тверска област         | 2023.        | I, IV, VI (култура)          | Торжок је један од најстаријих руских градова и налази се на путу од Москве до Санкт Петербурга. Након пожара 1766. који је уништио центар, град је обновљен у неокласичном стилу. Реконструкцијом је руководио архитекта Николај Љвов, који је црпео идеје италијанског ренесансног архитекте Андреа Паладиа. Једно од његових дела је катедрала Борисоглебски (на слици). Лавов рад наставили су други архитекти, укључујући Карла Росија.                                                                                            |
| Спомен обележја херојима Великог отаџбинског рата: Брестовска тврђава и Мамајев Курган*                 | Monument depicting a woman with a sword in the background, a pond with a Cyrillic inscription at the side in front | Волгоградска област    | 2024.        | II, IV, VI (култура)         | Ова номинација обухвата два меморијална места Великом отаџбинском рату, односно Источном фронту Другог светског рата – Брестска тврђава у Белорусији и Мамајев Курган у Русији. Ово последње обележава сећање на битку за Стаљинград која је преокренула ток рата у корист савезника. Изграђен је између 1959. и 1967. године и садржи монументалну скулптуру Мајка отаџбина зове! (на слици у позадини). Оба меморијална комплекса допринела су развоју совјетског уметничког стила који је постао истакнут у социјалистичким земљама. |
| Комплекс структура некрополе Тсои-Педе                                                                  | | Чеченија               | 2024.        | II (култура)                 | [ 71 ] |